# Calvi dell'Umbria

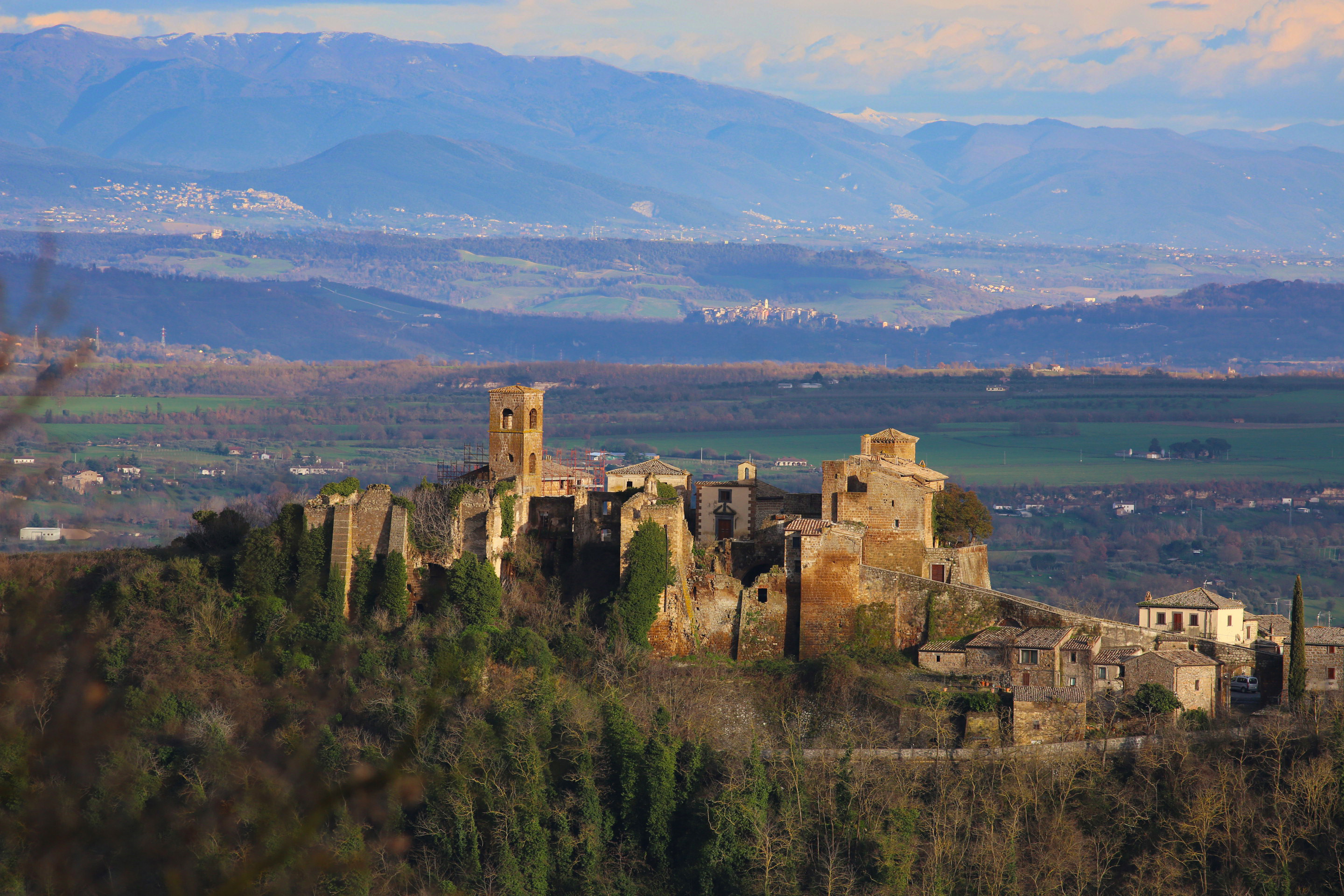
Panorama della Valle del Tevere da Celleno sullo sfondo Calvi dell'Umbria

Calvi dell'Umbria (Carbi in dialetto locale) è un comune italiano di 1 667 abitanti della provincia di Terni in Umbria.

## Geografia fisica
- Classificazione climatica: zona D, 2095 GR/G

Si erge a 401 m s.l.m. su uno sperone di roccia calcarea emergente dalle pendici boschive del Monte San Pancrazio, in passato chiamato Monte Rosaro, parte della catena subappenninica amerino-narnese, il territorio comunale declina modellato da terrazzi fluviali tiberini caratterizzati da argille arenarie e ghiaie di origine pleistocenica, dove vengono coltivate viti ed ulivi, nel fondovalle emergono sporadici banchi di Tufo di origine Vicana, il territorio comunale di Calvi dell'Umbria si trova nel contesto geografico-paesaggistico della Valle del Tevere, tra Lazio e Umbria. Si alternano ai piedi delle colline diversi corsi d'aqua che la toponomastica popolare identifica come Aia, tributari di destra del Tevere rappresentano corridoi ecologici per le biodiversita'.

## Storia
Sulla sommità del Monte San Pancrazio chiamato in passato Monte Rosaro, tra il territorio del Comune di Calvi dell'Umbria e la frazione di Vasciano comune di Stroncone, sono visibili i resti archeologici di un centro di culto a pianta rettangolare del VI secolo probabilmente di cultura arcaica Osco-umbro-sabellica, posto a controllo della viabilita' arcaica tra la Conca ternana, la Valle del Nera e la Valle del Tevere, il santuario poteva costituire un vero e proprio insediamento a sé stante, in genere di altura, oltre ad essere stato probabilmente un polo di aggregazione religiosa per più comunità tribali, con funzioni emporiche e di controllo, rappresentando il fulcro religioso, ma anche sociale ed economico, di un territorio non urbanizzato.
Nel territorio del Comune di Calvi dell'Umbria è avvenuto il rinvenimento di una statuetta arcaica di bronzo di un guerriero con elmo, conservata presso il Museo nazionale etrusco di Villa Giulia.
Si hanno notizie del ritrovamento di una stipe votiva con animali di epoca arcaica nel comune di Calvi dell’Umbria
La località era già abitata in età romana ma si sviluppò come centro urbano solo in epoca altomedievale. Fu feudo prima degli Orsini e poi degli Anguillara.
È un tipico centro medievale racchiuso entro le mura, le porte e i vicoli tortuosi. È un insediamento molto antico le cui tracce risalgono all'età del Bronzo Medio. 
Nel XII secolo il castello di Calvi è compreso nella Diocesi di Narni e fino al 1860, ad eccezione dei brevi periodi del vicariato di Lorenzo de' Ceri e della dominazione francese, fu un libero comune dello Stato della Chiesa.
Il centro storico, costituito dal castello e dalle dimore del borgo, si sviluppa lungo una serie di vicoli medievali che salgono e scendono tra gli archi, le volte ed i resti delle mura e delle torri.

### Simboli
Lo stemma è stato riconosciuto con decreto del capo del governo del 15 novembre 1935.
Il gonfalone è un drappo partito di rosso e di bianco.

## Monumenti e luoghi d'interesse
La chiesa di Santa Maria Assunta conserva al suo interno un fonte battesimale tardorinascimentale, una pala con la Circoncisione di Calisto Calisti, datata 1640 ed un'altra con la Madonna col Bambino e i Santi Biagio e Francesco di Giuseppe Cesari detto il Cavalier d'Arpino databile alla fine degli anni venti del Seicento.
La chiesa di Sant'Antonio conserva, nell'oratorio attiguo,  un presepe risalente al Cinquecento composto da un totale di trenta statuine tutte in terracotta, risalente al XVI secolo.
Nelle immediate vicinanze del centro abitato si trovano la chiesa ed i resti del convento fatti erigere da san Francesco nei primi decenni del XIII secolo, dedicati al protomartire francescano san Berardo (primo missionario francescano in terra saracena, martirizzato il 16 gennaio 1220, presso Marrakech, insieme ai suoi compagni Otone, Pietro, Accursio e Adiuto).
Il Monastero di Santa Brigida, che per moltissimi anni è stato abitato dalle suore Orsoline, ospita il Museo che raccoglie la collezione delle opere più significative di Calvi (come l'Immacolata Concezione attribuita al Masucci).
Calvi è da alcuni indicato come “paese dei presepi”: i muri delle antiche case sono infatti abbelliti dai murales raffiguranti la Natività, opera di noti pittori italiani e stranieri che ogni anno, dal 1982, arrivano a Calvi per affrescare le pareti delle antiche case cittadine in una galleria di dipinti murali a cielo aperto.

## Società

### Evoluzione demografica
Abitanti censiti

### Tradizioni e folclore
La festa di San Pancrazio si svolge dal giorno 11 al 14 maggio è caratterizzata da un corteo storico di circa 100 figuranti in costume d'epoca medioevale. Il Santo patrono viene rappresentato da quattro “Signorini” a cavallo, uno per ogni contrada del paese (Fiamme, Croce, Castello e Drago), il corteo sfila per il paese facendo visita alle caratteristiche “Tavolate”, imbandite per la popolazione dai reggenti della festa.

## Cultura

### Musei
- Museo del Monastero delle Orsoline di Calvi, Il Museo del Monastero delle Orsoline è situato all'interno del complesso monastico di Santa Brigida, progettato dall'architetto Ferdinando Fuga e realizzato dal 1739 al 1743. Abitato dalle suore dell'ordine delle Orsoline fino al 1994, il Museo ospita il mobilio settecentesco portato in dote dalle suore al monastero, delle tele di soggetto sacro provenienti dalle chiese locali, una pala lignea cinquecentesca ed un crocifisso ligneo della fine del XV secolo. L'intero percorso museale prevede anche la visita al Presepe Monumentale in terracotta del XVI secolo, realizzato da Giacomo e Raffaele da Montereale presso la Chiesa della Confraternita di Sant'Antonio, e alle Cucine Storiche Settecentesche, il lavatoio, la spezieria e la legnaia del Monastero delle Orsoline.

## Geografia antropica

### Frazioni
Il territorio comunale di Calvi dell'Umbria comprende al suo interno tre frazioni:
- Piloni
- Poggiolo
- Santa Maria della Neve, dove ha sede uno dei due cimiteri

### Altre località del territorio
All'interno del comune sono compresi anche altri nuclei abitati: i borghi di Santa Maria Maddalena, San Lorenzo e San Vito; le contrade di Pacifici e San Giacomo; i vocaboli di Colletarocco, Forca, La Corte, Piedicasale, San Francesco, San Silvestro.

## Amministrazione
Dal 1960 al 1970 il sindaco è stato Giuseppe Paolucci. Dal 1970 al 1999, per 29 anni, la carica di sindaco è stata coperta da Gaetano Trandafilo.
Dal 1999 al 2004 il sindaco è stato Daniele Radici.
| Periodo | Periodo   | Primo cittadino    | Partito      | Carica  | Note   |
| ------- | --------- | ------------------ | ------------ | ------- | ------ |
| 1960    | 1970      | Giuseppe Paolucci  | -            | Sindaco | [ 14 ] |
| 1970    | 1999      | Gaetano Trandafilo | -            | Sindaco | [ 14 ] |
| 1999    | 2004      | Daniele Radici     | lista civica | Sindaco | [ 14 ] |
| 2005    | 2015      | Silvano Lorenzoni  | lista civica | Sindaco | [ 14 ] |
| 2015    | in carica | Guido Grillini     | lista civica | Sindaco | [ 14 ] |

### Gemellaggi
- La Bastide-des-Jourdans
- Peiting